# Renaissance in Extremis
Renaissance in Extremis är det brittiska progressiva black metal/death metal-bandet Akercockes sjätte studioalbum, utgivet augusti 2017 av skivbolaget Peaceville Records.

## Låtlista
1. "Disappear" – 7:02
2. "Unbound by Sin" – 4:25
3. "Insentience" – 4:57
4. "First to Leave the Funeral" – 6:24
5. "Familiar Ghosts" – 7:17
6. "A Final Glance Back Before Departing" – 6:23
7. "One Chapter Closing for Another to Begin" – 4:10
8. "Inner Sanctum" – 4:13
9. "A Particularly Cold September" – 9:25

## Medverkande
Musiker (Akercocke-medlemmar)
- Jason Mendonça – sång, gitarr
- David Gray – trummor
- Paul Scanlan – gitarr
- Nathanael Underwood – basgitarr

Produktion
- Akercocke – producent, ljudtekniker
- Neil Kernon – ljudmix
- Alan Douches – mastering